# Matúš Štoček
Matúš Štoček (Veľké Rovné, 12 maart 1999) is een Slowaaks wielrenner die anno 2025 rijdt bij Elkov-Kasper.

## Carrière
In 2016 en 2017 werd Štoček nationaal kampioen op de weg en in de tijdrit bij de junioren. Daarnaast won hij in 2016 de derde etappe in de Trofeo Karlsberg. In een sprint om de zege versloeg hij de Sloveen Žiga Jerman. In 2021 eindigde Štoček voor het eerst op het podium van het nationale kampioenschap op de weg, achter Peter Sagan en voor Lukáš Kubiš. Één jaar later won Sagan eveneens, eindigde Kubiš als tweede en sloot Štoček het podium af. In 2023 won Štoček voor het eerst het nationale kampioenschap op de weg, wederom stonden Sagan en Kubiš ook op het podium. Naast de wegwedstrijd was Štoček ook het sterkst in de tijdrit, ditmaal voor Martin Jurík.
Na twee jaar bij de Italiaanse wielerploeg Beltrami TSA Marchiol te hebben gereden reed hij vanaf 2021 bij ATT Investments. Na vier seizoenen ging hij per 2025 rijden bij het Tsjechische Elkov-Kasper.

## Overwinningen
2016
Bergklassement Trophée Centre Morbihan
Jongerenklassement Tour du Pays de Vaud
3e etappe Trofeo Karlsberg
 Slowaaks kampioen op de weg, junioren
 Slowaaks kampioen tijdrijden, junioren
2017
 Slowaaks kampioen op de weg, junioren
 Slowaaks kampioen tijdrijden, junioren
2021
Puntenklassement Tour du Pays de Montbéliard
2023
Puntenklassement Ronde van Hongarije
 Slowaaks kampioen op de weg, elite
 Slowaaks kampioen tijdrijden, elite

## Resultaten in voornaamste wedstrijden
|      | \| Jaar \| \| WK op de weg \| \| ---- \| \| ------------ \| \| 2022 \| \| 64e \| \| 2023 \| \| opgave \| |              |
| Jaar | | WK op de weg |
| 2022 | | 64e          |
| 2023 | | opgave       |

## Ploegen
- 2019 –  Beltrami TSA Hopplà Petroli Firenze
- 2020 –  Beltrami TSA Marchiol
- 2021 –  Topforex-ATT Investments
- 2022 –  ATT Investments
- 2023 –  ATT Investments
- 2024 –  ATT Investments
- 2025 –  Elkov-Kasper